# 16 Kaszubska Dywizja Piechoty

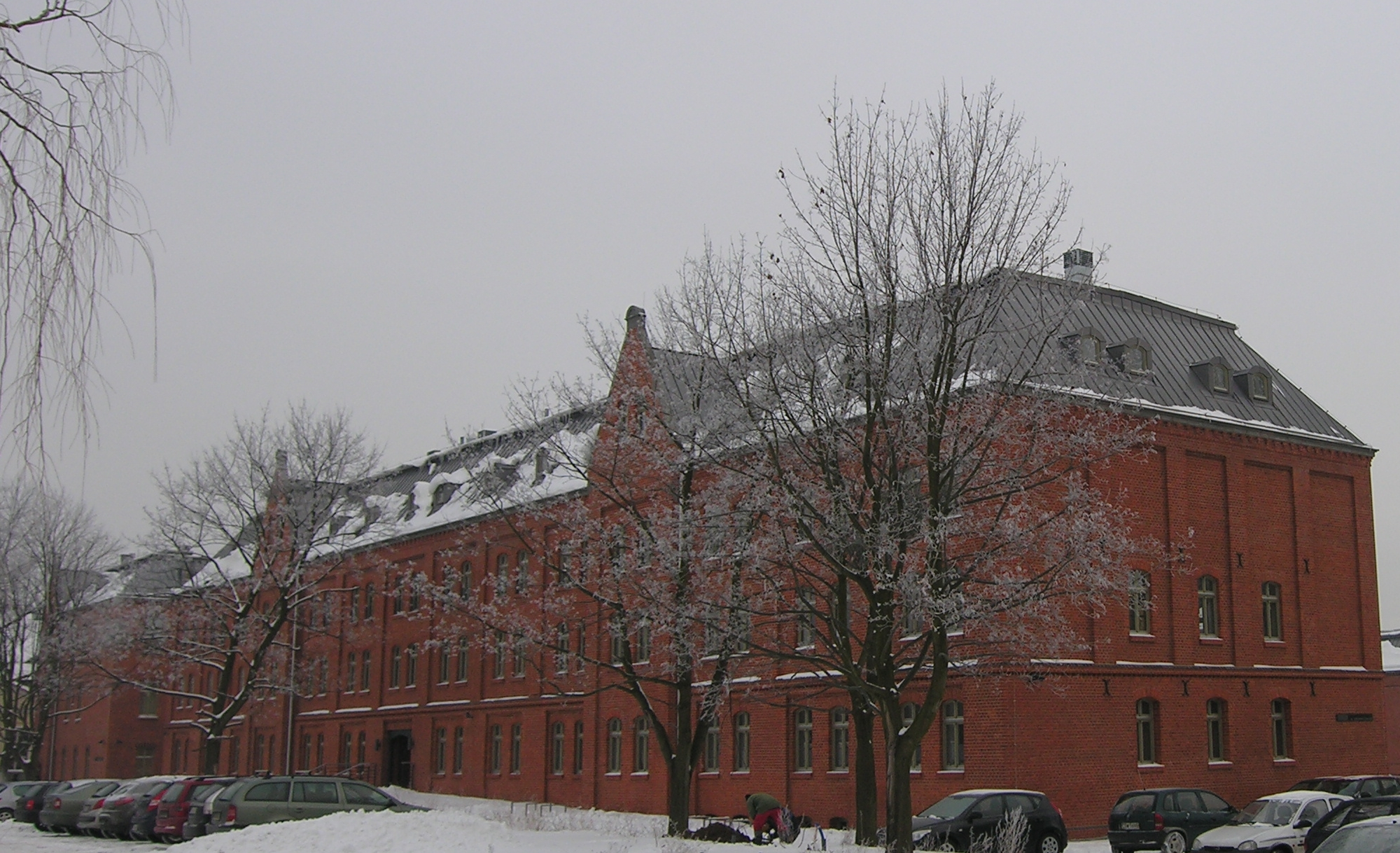
W tych koszarach stacjonowała dywizja

16 Kaszubska Dywizja Piechoty (16 DP) – związek taktyczny piechoty ludowego Wojska Polskiego.

## Formowanie i zmianiy organizacyjne
Dywizja została sformowana w lipcu 1945 na bazie 4 zapasowego pułku piechoty. Dowództwo 16 DP zostało lokowane w Gdańsku-Wrzeszczu. Początkowo jej zadaniami – niezależnie od wykonywanych zadań organizacyjnych i szkoleniowych – były prace remontowe i budowlane w mieście oraz zabezpieczanie mienia przed kradzieżami. Od 1945 dywizja przechodziła różne etapy reorganizacji, zmiany nazw i dyslokacji. W 1947 nadano jej wyróżniającą nazwę „Kaszubska”.
W 1949 16 Kaszubska Dywizja Piechoty została przeformowana w 16 Kaszubską Dywizję Pancerną i przeniesiona do Elbląga, Braniewa, Malborka i Tczewa.

## Struktura organizacyjna latem 1945
- Dowództwo 16 Kaszubskiej Dywizji Piechoty w Gdańsku
- 51 Kościerski pułk piechoty w Malborku
- 55 Elbląski pułk piechoty w Elblągu
- 60 Kartuski pułk piechoty w Gdańsku
- 41 pułk artylerii w Gdańsku
- 20 samodzielny dywizjon artylerii zmotoryzowanej w Starogardzie Gdańskim → Wejherowie → Elblągu
- 47 batalion saperów w Gdańsku-Wrzeszczu
- 12 batalion łączności w Gdańsku-Wrzeszczu
- samodzielny pluton samochodowy dowództwa 16 DP w Gdańsku-Wrzeszczu
- samodzielny pluton strzelców Oddziału Informacji w Gdańsku-Wrzeszczu

## Dowódcy dywizji
- płk Jan Bołbat (1945)
- płk dypl. Stanisław Grodzki (1946)
- gen. bryg. Zygmunt Duszyński (1947)
- gen. bryg. Stanisław Daniluk-Daniłowski (1947)
- płk Kazimierz Peste (1948–1949)